# Duane Hanson
Duane Hanson (ur. 17 stycznia 1925 w Alexandrii, zm. 6 stycznia 1996 w Boca Raton) – amerykański artysta, rzeźbiarz słynący z hiperrealistycznych prac ukazujących naturalnej wielkości ludzi, wykorzystujący różne materiały, m.in. poliester, włókno szklane, winyl i brąz. Jego prace często powiązywane są z pop-artem, ale głównie wpisują się w zjawisko hiperrealizmu.

## Życiorys
Duane Hanson urodził się 17 stycznia 1925 roku w Alexandrii w stanie Minnesota. Po uczęszczaniu do Luther College i University of Washington, ukończył Macalaster College w 1946 roku. Po okresie nauczania w średniej szkole plastycznej otrzymał tytuł magistra sztuk pięknych na Cranbrook Academy of Art w Bloomfield Hills w 1951. Zmarł 6 stycznia 1996 roku w Boca Raton na Florydzie.

## Twórczość
Około 1966 Hanson zaczął tworzyć figuralne odlewy wykorzystując włókno szklane i winyl. Pierwszymi pracami, które przyniosły mu rozgłos, były figury zgrupowane w żywe obrazy, zazwyczaj ukazujące tematy związane z brutalnością i przemocą, nieco podobne do prac Edwarda Kienholza. Należą do nich dzieła takie jak: Abortion (1966), inspirowana horrorem zakulisowych procedur czy Accident (1967) ukazujący wypadek motocyklowy. Inne prace, które poruszały problem przemocy fizycznej oraz drażliwe kwestie społeczne w latach 60 to Riot (1967), Football Players (1969), and Vietnam Scene (1969).
Od początku lat 70. Duane Hanson zaczął tworzyć zaskakująco realistyczne rzeźby ukazujące ludzi z amerykańskiej klasy średniej.
Nadal były one naturalnej wielkości, ubrane i wyposażone w różnego rodzaju prawdziwe gadżety. W przeciwieństwie do wcześniejszych prac były to pojedyncze bądź podwójne figury. Ponadto, podczas gdy wcześniejsze prace były bardziej zwarte przestrzennie, te późniejsze pozbawione są granic między rzeźbą a widzem. Stały się częścią przestrzeni, w której porusza się odbiorca. W niektórych przypadkach do tego stopnia, że zwiedzający nie zdawali sobie sprawy, że mijają dzieła sztuki, a nie prawdziwych ludzi, jak np. w przypadku Seated Artist, Museum Guard, Janitor czy Old Couple on a Bench.
Prace, będące odlewami z żywych modeli, wykonane były z włókna szklanego (żywicy poliestrowej wzmocnionej włóknem szklanym), następnie malowane tak by stworzyć wrażenie prawdziwej skóry z widocznymi żyłami, skazami, a nawet włosami. Hanson ubierał następnie rzeźby w odzież znalezioną w second-handach, w teatralny sposób aranżował całą scenę wykorzystując swojego rodzaju ready-mades, czyli np. prawdziwy aparat fotograficzny, koszyk czy siatki z zakupami.
Chociaż krytycy mogą przyrównywać jego prace do postaci z muzeum figur woskowych, zawartość jego rzeźb jest bardziej złożona i wyrazista. Nie ma na celu jedynie w hiperrealistyczny sposób ukazać ludzką postać, próbuje ukazać raczej ich wnętrze, pustkę, samotność i rzeczywistość ich życia. Jego prace zawierały w sobie społeczny komentarz i mogą być postrzegane jako nowoczesne analogie do problemów poruszanych przez XIX-wiecznych francuskich realistów, takich jak Honere Daumier czy Jean Francois Millet, których Hanson podziwiał.